# Thin Blue Line

Thin-Blue-Line-Zeichen

Die Thin Blue Line (englisch für „Dünne blaue Linie“) bezieht sich auf die Vorstellung von der Polizei als eines (letzten) Schutzes gegen das Abrutschen der Gesellschaft in gewalttätiges Chaos. Das Blau verweist auf die bei Uniformen US-amerikanischer Polizisten übliche Farbe. Das Symbol wird häufig als blaue Linie in bestehende Nationalflaggen eingefügt. Es ist insbesondere innerhalb der Blue-Lives-Matter-Bewegung populär. Das Zeichen wird sowohl von jenen verwendet, die sich mit der Polizei solidarisch erklären wollen, als auch von extremen Rechten, und wird mit White Supremacy in Verbindung gebracht.

## Geschichte

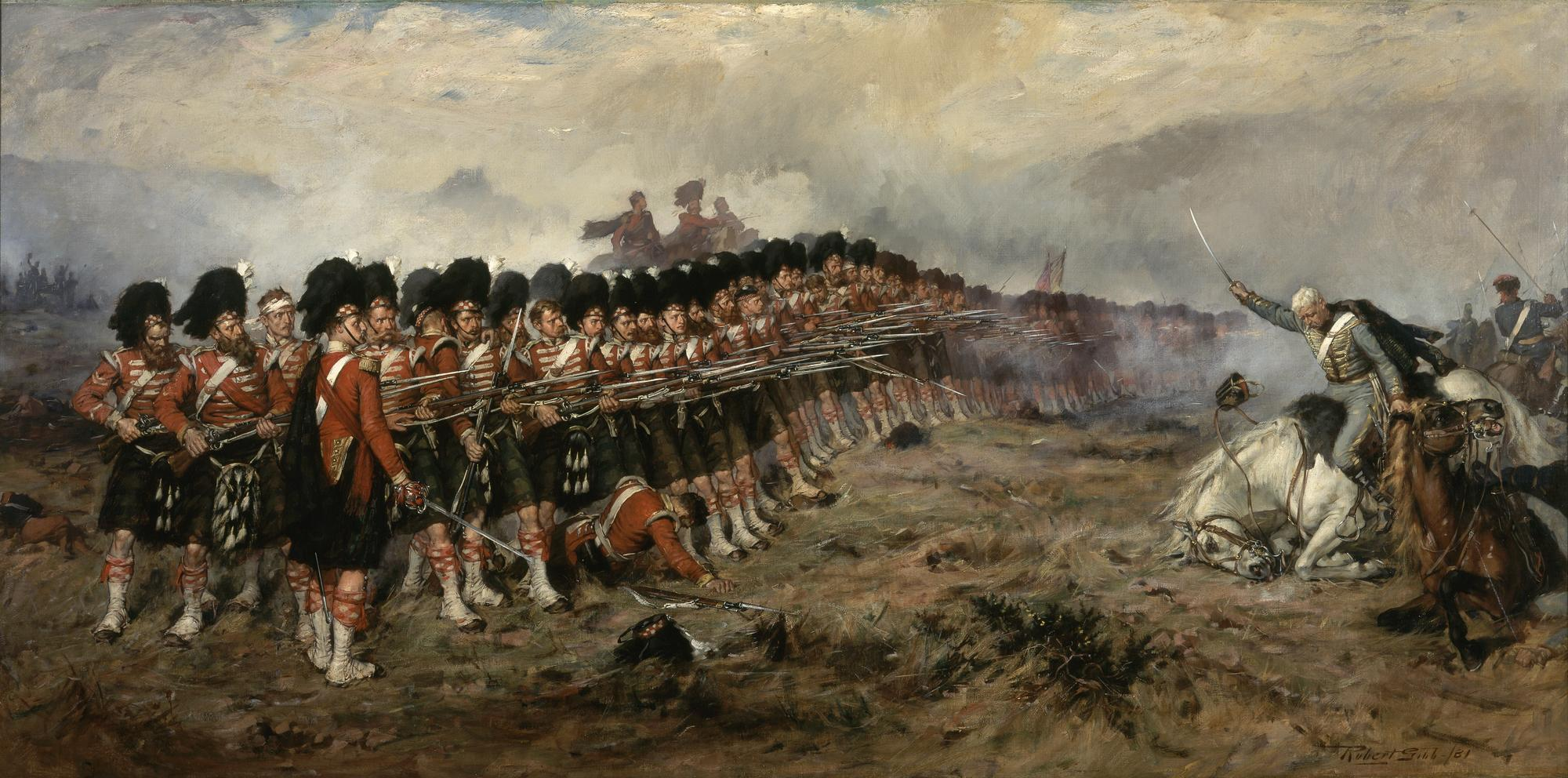
Ölbild The Thin Red Line des schottischen Malers Robert Gibb, 1881

Historisch leitet sich der Begriff von der Bezeichnung „thin red line“ für das Sutherland-Hochländer-Regiment in der Schlacht bei Balaklava 1854 ab. Damals hatten in dünner Linie stehende rot uniformierte Soldaten einen Kavallerieansturm aufgehalten. Das Oxford English Dictionary verzeichnet als früheste Verwendung des Begriffes „Thin Blue Line“ die Sunday Times im Jahr 1962 unter Bezugnahme auf die Anwesenheit der Polizei bei einer Anti-Atom-Demonstration. Der Begriff Thin Blue Line ist auch in einer Broschüre der Regierung von Massachusetts aus dem Jahr 1965 dokumentiert, die sich auf die Staatspolizei bezieht, und in noch früheren Polizeiberichten der New Yorker Polizei. Der Autor und Polizist Joseph Wambaugh machte den Begriff mit seinen Polizeiromanen in den 1970er und 1980er Jahren weiter bekannt. Seit den 1980er Jahren verwendeten Polizisten einen blauen Streifen auf ihrem schwarzen Trauerband, das sie trugen, um gefallener Kollegen zu gedenken. In den 1990er Jahren verkaufte der Polizeiausbilder Steve Bollinger Objekte mit dem blauen Streifen auf schwarzen Grund.
Nach dem Attentat auf Polizisten in Dallas am 7. Juli 2016 wurden Flaggen mit dem Symbol der Thin Blue Line in den USA populärer. Die Idee für die Flagge stammt vom College-Studenten Andrew Jacob, der allerdings angibt, dass er das Design direkt von einem Aufnäher übernommen habe. Firmen wie Thin Blue Line USA verkaufen im großen Stil entsprechende Produkte. Die Thin Blue Line findet sich heute zum Beispiel im Emblem des Fraternal Order of Police und wird immer wieder von Polizisten und Polizeiorganisationen verwendet. Beim Sturm auf das Kapitol in Washington 2021, bei dem auch ein Polizist ums Leben kam, trugen Menschen in der Menge Flaggen mit der Thin Blue Line.

Abgewandelte US-amerikanische Flagge in Schwarz-Weiß mit blauem Streifen

Verwendung bei Blue-Lives-Matter-Gruppen
Blue-Lives-Matter-Gruppen verwenden ihre jeweiligen Nationalflaggen in Schwarz-Weiß beziehungsweise ausgegraut und legen mittig eine blaue Linie auf, die im farblichen Kontrast deutlich hervortritt. Durch die Verwendung der Thin-Blue-Line-Flagge durch Neo-Nazis und auf rechten Demonstrationen in den USA, kam es zu kontroversen Debatten über die Flagge.
Verwendung in Deutschland
Die AfD-Politikerin Alice Weidel bezog sich in einem Beitrag für die Junge Freiheit positiv auf das Konzept der „dünnen blauen Linie“. Auch Polizisten in Deutschland und verschiedene deutsche Polizeien verwenden das Zeichen, und Merchandise mit dem Symbol wird im Internet vertrieben. Eine Sprecherin der Berliner Polizei verteidigte in einem konkreten Fall zwar Beamte, die das Abzeichen im Dienst trugen, stellte aber klar, dass es wegen des Neutralitätsgebots nicht an die Uniform gehöre. Das Bayerische Landeskriminalamt wies darauf hin, dass Artikel von „Thin Blue Line“ im Dienst nicht getragen werden dürften und auch in der Freizeit nicht verwendet werden sollten. In einem Informationsschreiben wurde die Symbolik abgelehnt und auf die „Vereinnahmung durch extremistische Kreise“ hingewiesen. Demgegenüber betonte die Gewerkschaft der Polizei, dass es sich um ein Zeichen der „Polizeifamilie“ handle. Im März 2023 geriet die Gewerkschaft der Polizei in die Kritik, als sie Tassen mit einer dünnen blauen Linie an eine Polizeiwache am Kottbusser Tor spendete. Aufgrund der politischen Problematik, die laut der Polizeiwache vom Symbol ausgehe, wurden die Tassen aus den Schränken der Wache entfernt. Die Gewerkschaft wies den Vorwurf der Nähe zu rechten Tendenzen zurück und bezeichnete das Verhalten als unverhältnismäßig.

## Kritik
Der Polizeipräsident von San Francisco verbot Polizisten in der Stadt das Tragen von Masken mit dem Symbol, da er befürchtete, dieses könne als „spaltend und respektlos“ wahrgenommen werden. Flaggen mit dem Symbol wurden u. a. auch bei den rechtsextremen Demonstrationen in Charlottesville 2017 gezeigt, weshalb es von schwarzen US-Amerikanern als bedrohlich und rassistisch wahrgenommen wird. Kontroversen über das Symbol sind in den USA verbreitet. Der Soziologe Tyler Wall zeigt einen Zusammenhang zwischen dem Konzept der Thin Blue Line und Rassismus auf, der dadurch ausgedrückt werde, dass das Konzept Polizisten erlaube, die Welt in Menschen und Nicht-Menschen/Tiere zu unterteilen. Ähnlich sehen Travis Linnemann und Corina Medley das Konzept. Es trage als Deutungsrahmen durch das Erzeugen von Furcht vor dem Chaos dazu bei, die Polizei gegen berechtigte Kritik zu immunisieren und Polizeigewalt zu legitimieren. Auch der deutsche Soziologe Joachim Kersten sieht die Gefahr, dass die Ideologie der Thin Blue Line, die eine „Grenze zwischen dem untersten Standard einer gesellschaftlichen Ordnung und der Chaoswelt des Gesocks, der Spitzbuben, der Kriminellen“ ziehe, zu unnötiger polizeilicher Härte einlade.